# Bygge och Bo-utställningen i Lidingö 1925

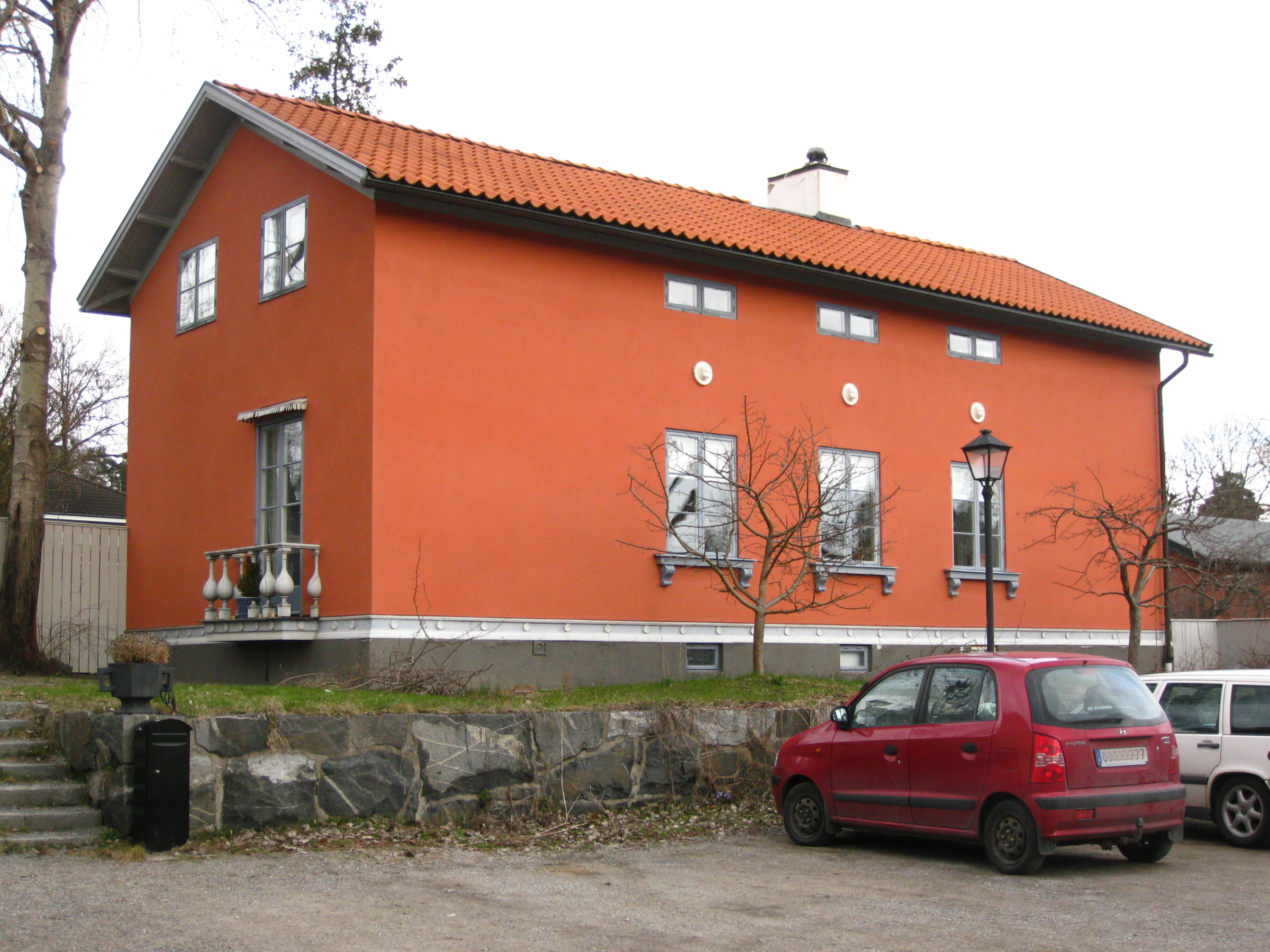
Villavägen 10 i Bo på Lidingö, ritat av Sven Markelius.

Bygge och Bo-utställningen i Lidingö 1925 ägde rum i Bo vid Kyrkviken på norra Lidingö.
Bygge och Bo var en svensk organisation som arrangerade bostadsutställningar under 1920- och 1930-talen. Den mest kända av utställningarna var Bygge och Bo som arrangerades i stadsdelen Bo på Lidingö 1925. Vid utställningen 1925 deltog flera av tidens ledande arkitekter med ritningarna till villorna som uppfördes efter en stadsplan av Sven Markelius. Utställningskommissarie för Bygge och Bo var ingenjören Petrus Wretblad.

## Beskrivning
Lidingöutställningen 1925 ägde rum i Bo vid Kyrkviken på norra Lidingö och öppnade den 11 september för att pågå till 18 oktober. Planen som skapades av Markelius byggde i motsättning till den existerande villabebyggelsen kring Stockholm på att byggnaderna tillsammans med sammanbindande plank skulle bilda ett slutet stadsrum och skapa en mer ordnad miljö efter mönster från 1800-talets välplanerade småstadsbebyggelse. Byggnaderna är relativt likartade enkla volymer med slutna fasader mot gatan. För att bevara lugnet i området fick gatan in mot torget i områdets norra del inte användas för genomfartstrafik. Kring det torg som ligger österut, på andra sidan Amorvägen, samlades lokaler för affärer och kafé.
De flesta husen konstruerades i trä, och har smala huskroppar och flacka sadeltak. Fasaderna är slätputsade, ursprungligen i varma klara pastellfärger.
De flesta husen kom att ritades av Sven Markelius själv (10 stycken), men flera andra ledande arkitekter som bidrog,  bland dem Sven Ivar Lind som liksom Tage William-Olsson ritade 3 hus. Även Ture Wennerholm, Hugo Häggström och Josef Persson ritade hus.
Området finns kvar och är relativt välbevarat och är koncentrerad kring Villavägen. Sedan 1987 är det ett riksintresse för kulturmiljövården.

## Historiska bilder

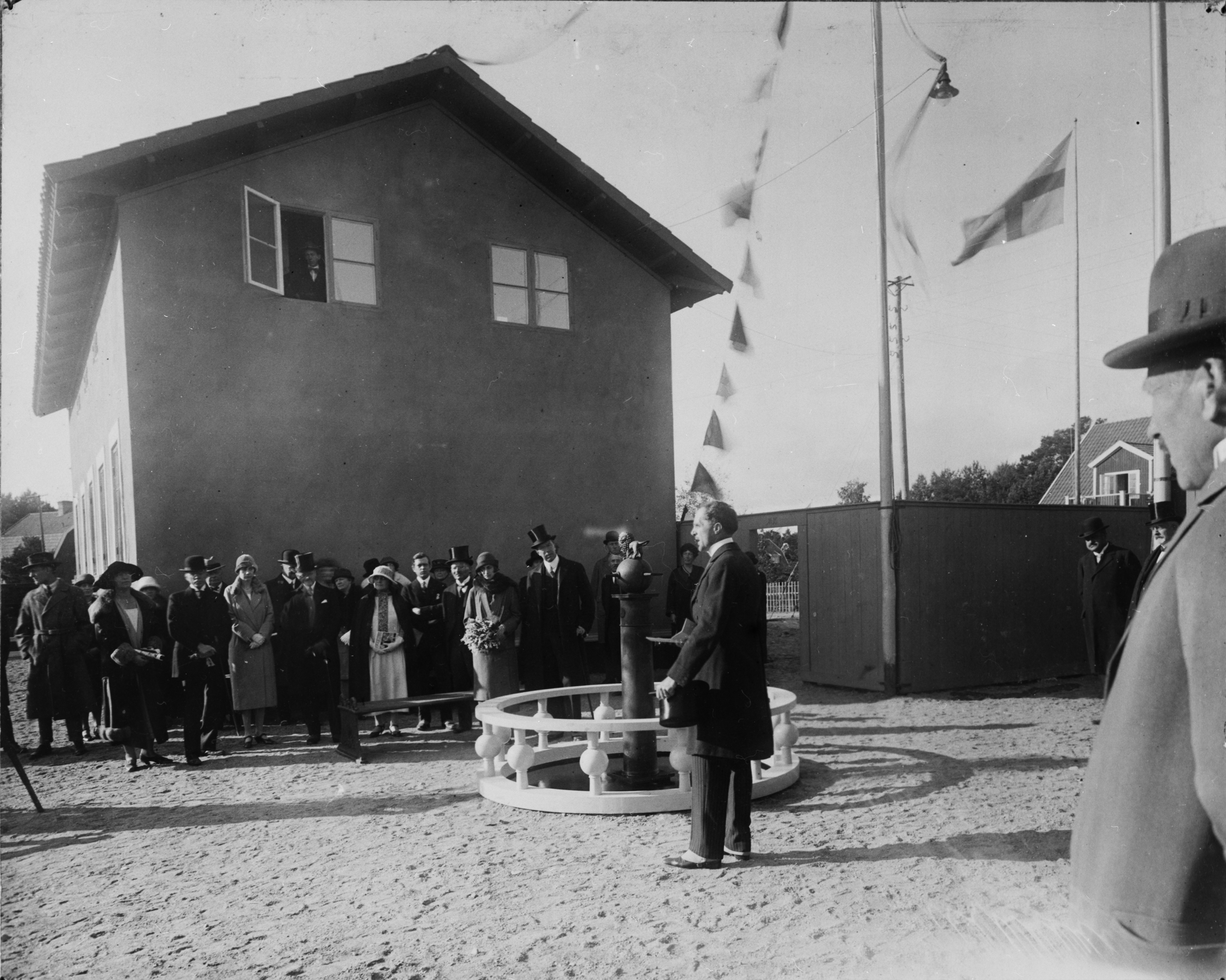
Bild från Villavägen, 1925, hus ritat av Markelius.
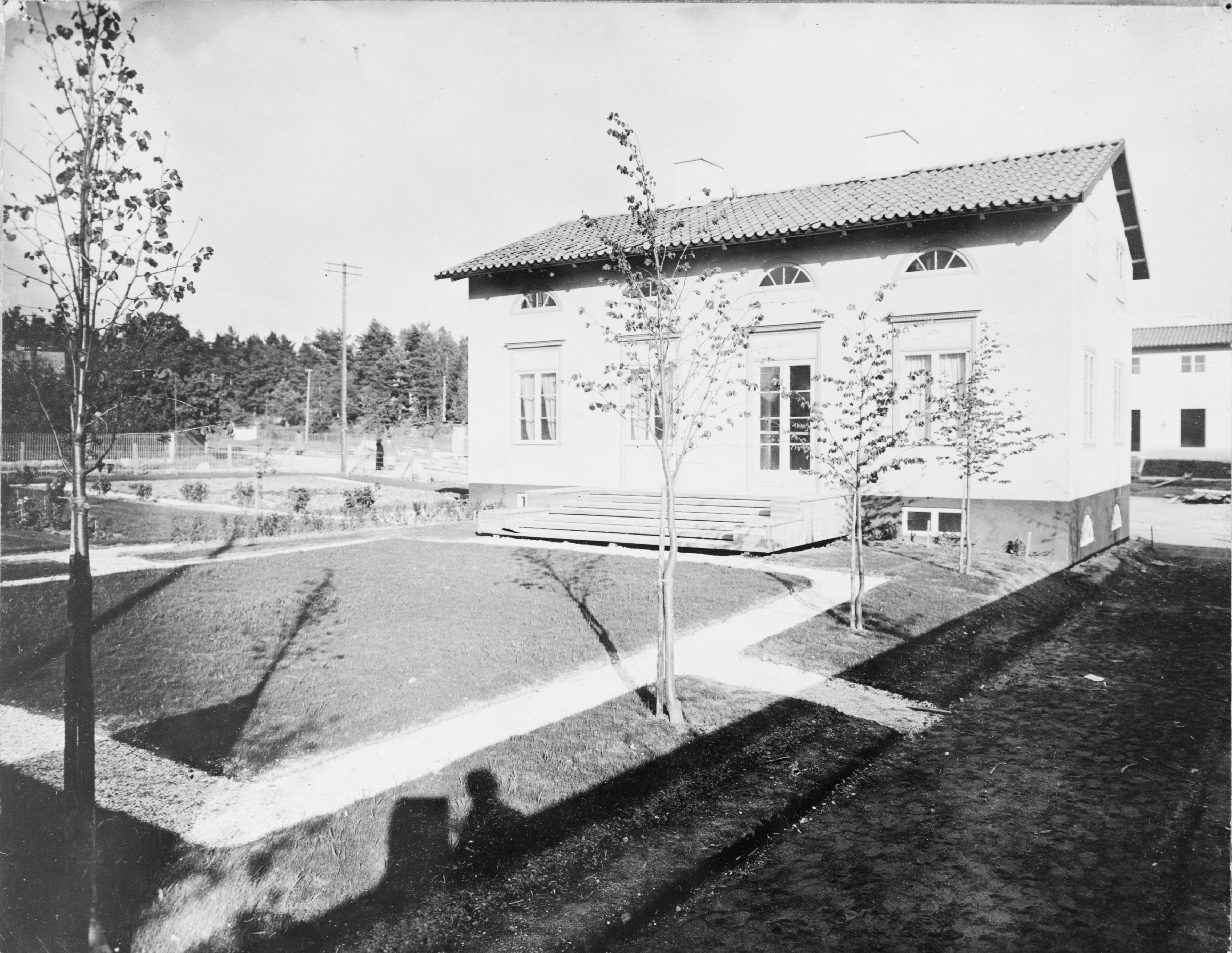
Bild från Villavägen, 1925, hus ritat av Tage William-Olsson.
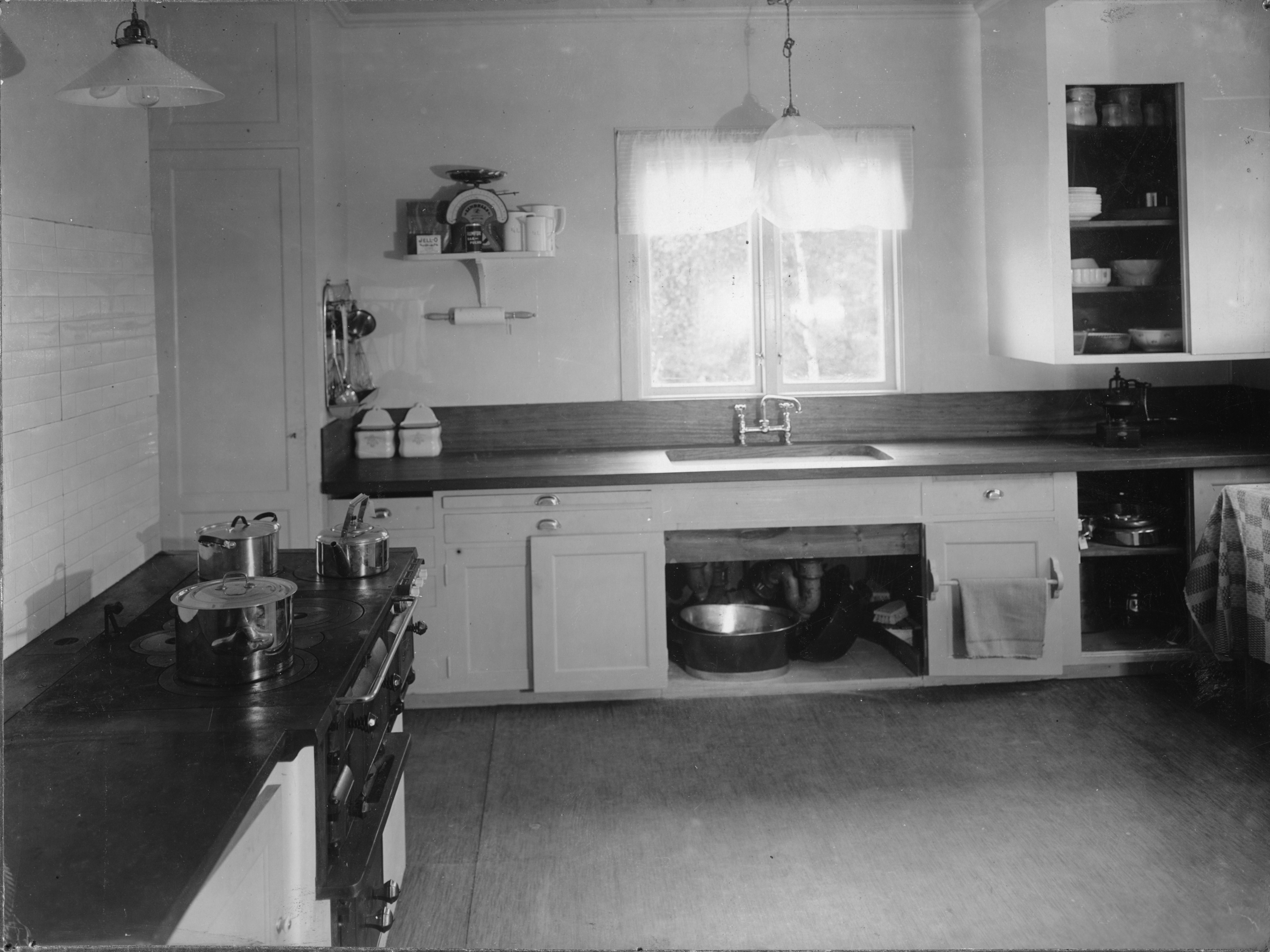
Bild från Villavägen, 1925, köksinteriör.
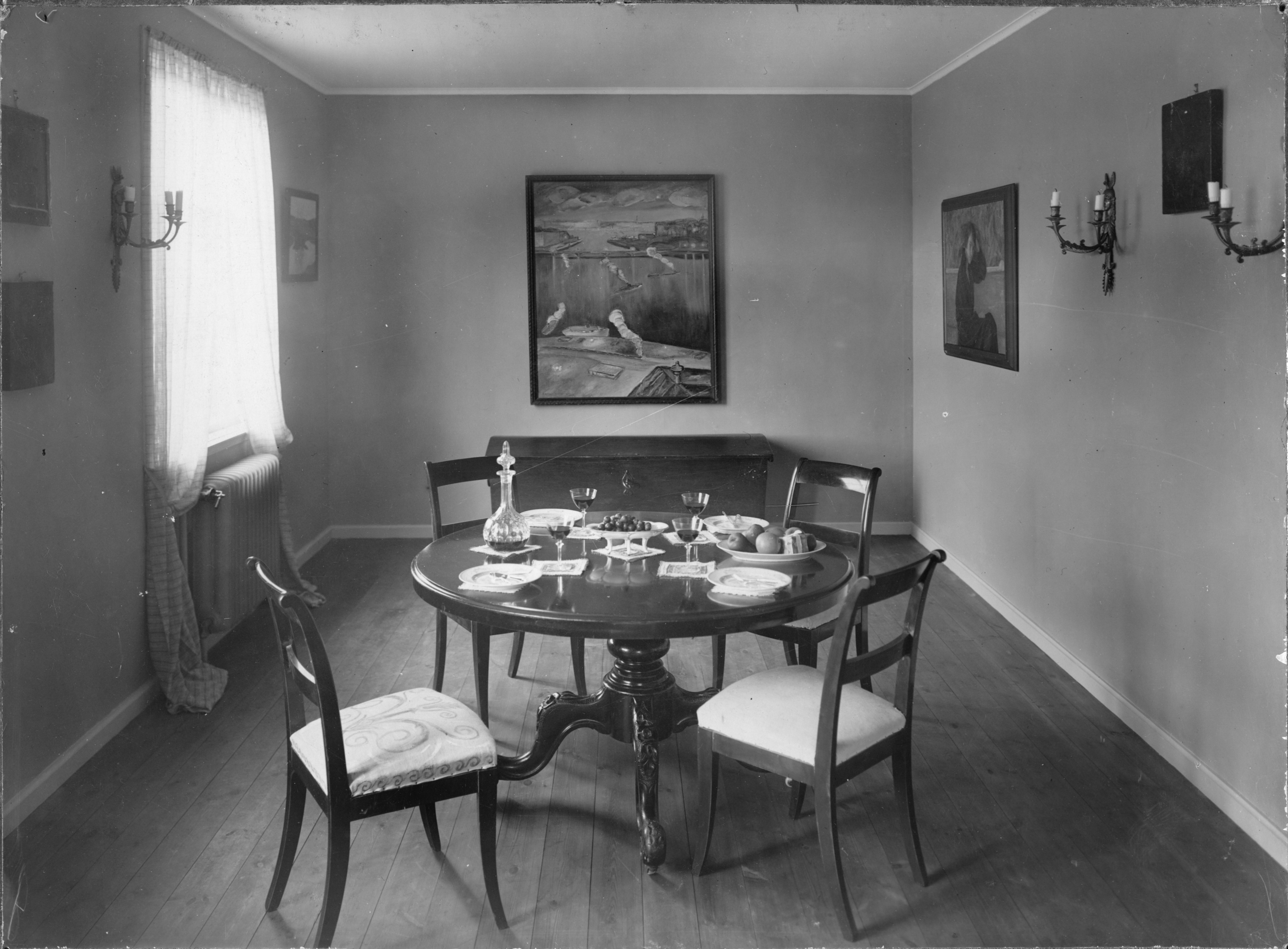
Bild från Villavägen, 1925, matrumsinteriör.

## Nutida bilder

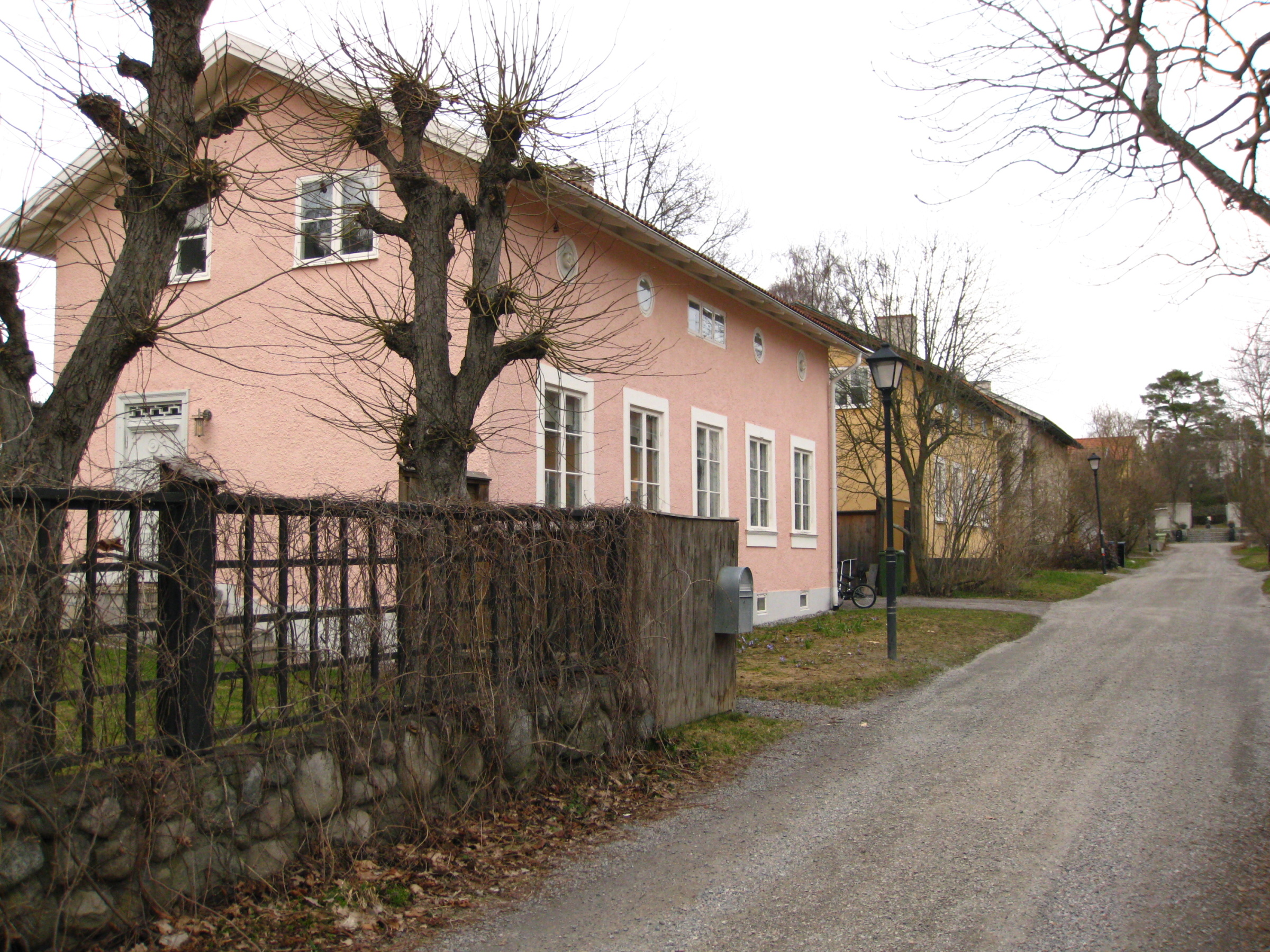
Villavägen 1–5 ritade av Markelius.
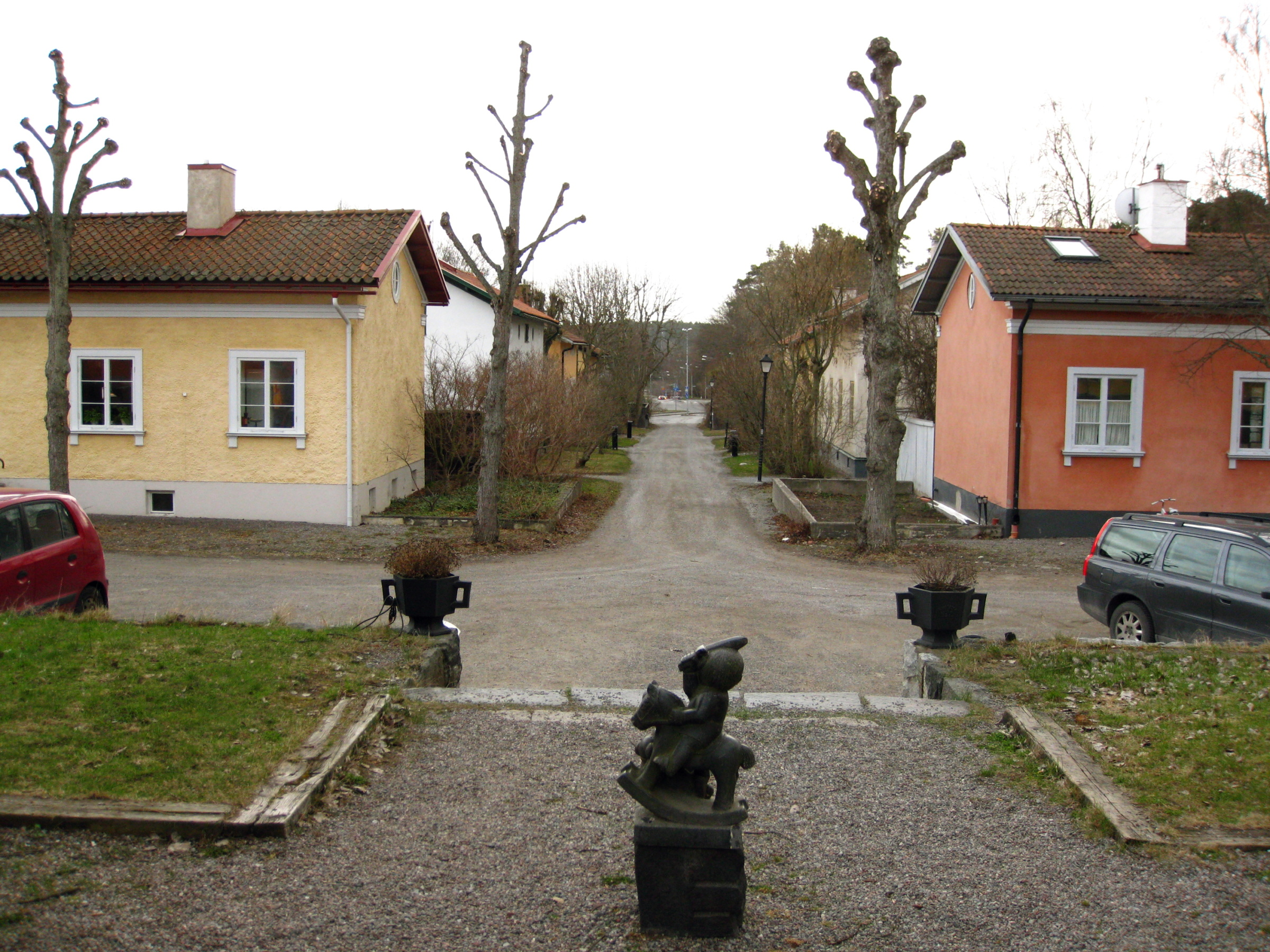
Villavägen norrifrån, närmast kameran två hus av Sven Ivar Lind.
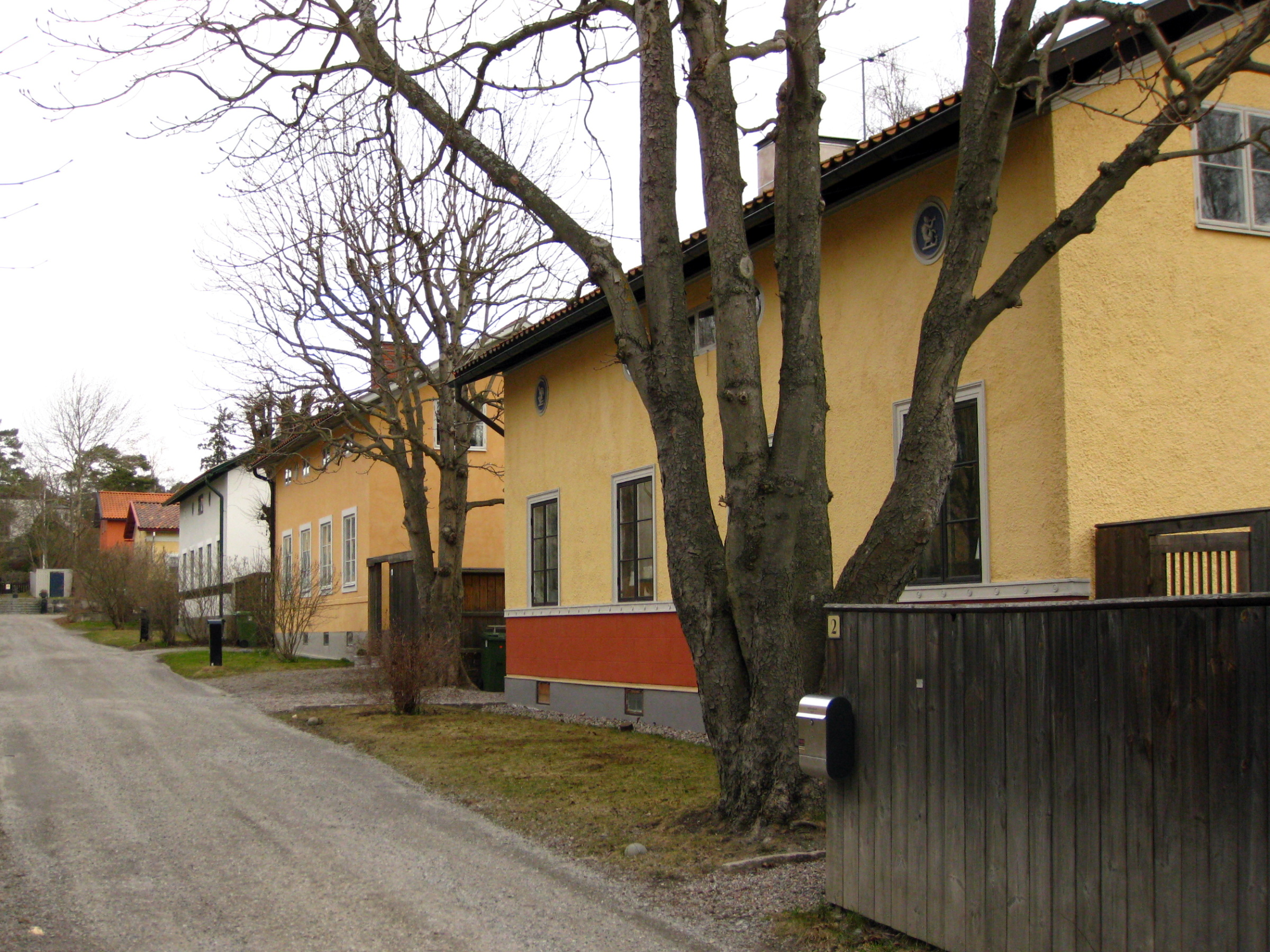
Villavägen 2–6 ritade av Markelius.
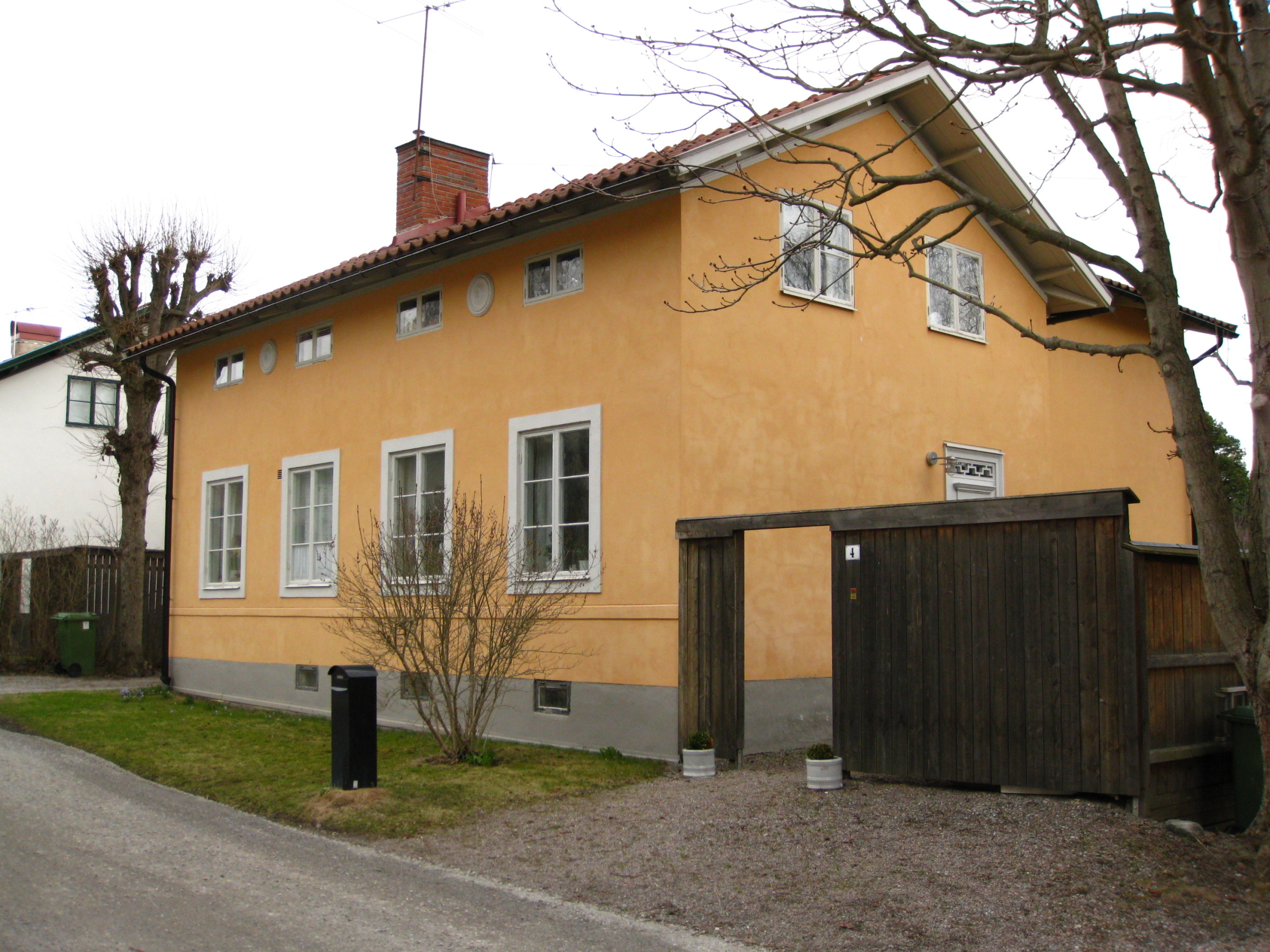
Villavägen 4.